# 被囊
被囊（?—?），吐谷浑王族，吐谷浑第十任首领慕璝的儿子。
436年慕璝死后，弟弟慕利延即位。魏太武帝任命慕璝的儿子元绪为抚军将军。445年八月十六壬寅，北魏高凉王拓跋那率军至宁头城，慕利延率领部落西度流沙。被囊迎战，被拓跋那击破；被囊逃走，中山公杜丰率领精锐骑兵追击，度三危，至雪山，生擒被囊和吐谷浑什归、乞伏炽磐之子乞伏成龙，送到平城。慕利延西入于阗，杀于阗王，据其地，死者数万人。